# Bitter

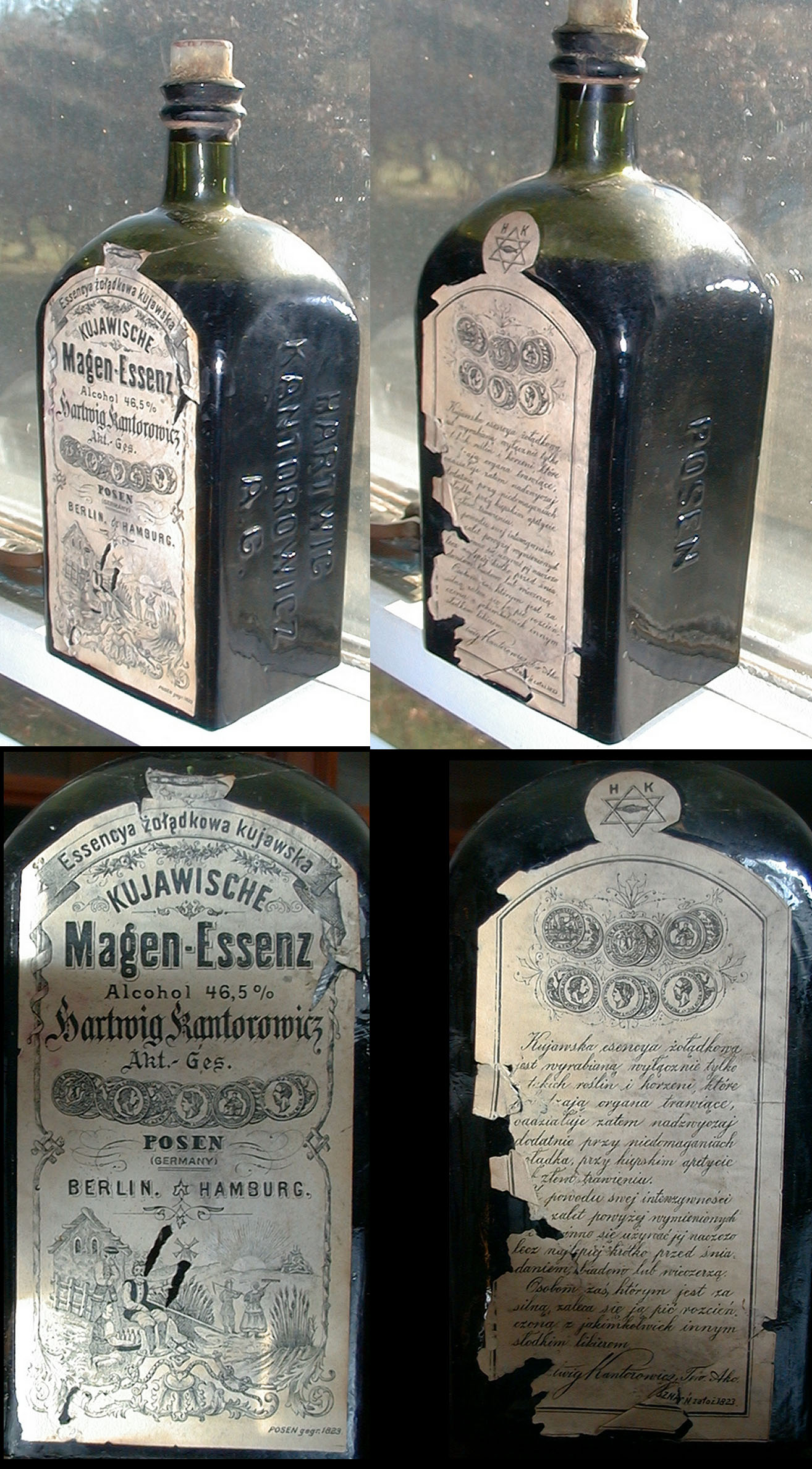
Egy üveg német bitter 1823-ból.

Ez a szócikk a keserű szeszes italokról szól. A bitter ale-ként ismert felső erjesztésű sörfajtával a sörfajták szócikk foglalkozik.
A bitter, bitters, amer, keserű ízű szeszes ital, a köznyelvben keserű vagy gyomorkeserű olyan ízesített égetett szesz – gyakran likőr –, melynek keserű vagy kesernyés íze van. A bittereket hagyományosan gyógy- és fűszernövényekkel ízesítik, de felhasználhatók hozzá növénykivonatok, aromakészítmények is. Szesztartalmuk legalább 15, de leggyakrabban 40–50 százalék. Általában étkezés után, vagy koktélokban fogyasztják őket.
Magyarország legismertebb bittere az Unicum, de készülnek egyéb márkák is, például a pálinka alapú Bencés és a Zsindelyes Bazilita keserűlikőrök.
Eredetvédett európai bittertípusok a szlovák Demänovka bylinná horká, a német Rheinberger Kräuter, a litván Trejos devynerios és a szlovén Slovenska travarica.

## Gyártásuk
A bitterekhez használt alkohol általában finomszesz. A fűszerek között gyakori a tárnics, kaszkarilla, kínai fahéj, narancshéj. A bitterek készítésekor a növényeket, gyökereket, kérgeket, gyümölcsöket és gyümölcshéjakat alkoholban kivonatolják, és az ázatot (vagy bizonyos összetevők ázatait) időnként le is párolják. Gyengébb minőségű bitterek esetén időnként csak gőzdesztillált növénykivonatokat és/vagy aromakészítményeket kevernek a finomszeszhez.
Christopher Hobbs, az Amerikai Füvészegyesület tagja szerint angyalgyökér, articsókalevél, narancshéj, tárnicsgyökér, aranygyökér, fehérüröm-virágzat és cickafark a bitterek legjellemzőbb ízesítői.

## Fajtáik
A digesztif bittereket általában magukban vagy jéggel fogyasztják étkezés után, elsősorban Európában és Dél-Afrikában. Némelyeket, például a Fernet Brancát vagy a Camparit koktélokhoz is használják.
A koktélbitterek igen erős ízesítésű változatok, ezeket főleg koktélok ízesítésére használják kis mennyiségben. Emiatt például az Egyesült Államokban nem a szeszes italok, hanem – a sütőaromákhoz hasonlóan – az alkoholtartalmú élelmiszerek közé tartoznak. Koktélbitter például az Angostura bitters.

## Fordítás
- Ez a szócikk részben vagy egészben a Bitters című angol Wikipédia-szócikk fordításán alapul.  Az eredeti cikk szerkesztőit annak laptörténete sorolja fel. Ez a jelzés csupán a megfogalmazás eredetét és a szerzői jogokat jelzi, nem szolgál a cikkben szereplő információk forrásmegjelöléseként.